# Oberwiesengraben
Der Oberwiesengraben ist ein etwa 4,7 km langer linker Nebenfluss des Bruchbachs im nordrhein-westfälischen Kreis Gütersloh.
Der Fluss entspringt auf dem Gebiet der Stadt Borgholzhausen westlich von Casum, fließt bereits nach wenigen Dutzend Metern in das Stadtgebiet von Versmold und mündet östlich von Oesterweg in den Bruchbach.